# SMS話點就點
《話點就點》，香港電視廣播有限公司製作的音樂節目，是香港第一個以電話簡訊點唱的音樂節目。每集节目会邀请歌手进行访谈，并与观众实时互动，屏幕右边则会实时显示观众发送的简讯内容。
《話點就點》於2002年9月23日在翡翠台首播，初期在星期一至五的下午17:50-18:15直播。2003年5月10日改为逢星期六14:25-15:20在翡翠台直播，节目时长延至一小时，并增加歌手现场演唱环节。2004年1月30日起播出时间改为逢星期六14:55-15:55。2004年7月无线电视音乐节目改革后，由同類型音樂節目《音樂潮@giv》取代。

## 历任主持
- 丘凱敏
- 劉曉彤
- 胡蓓蔚
- 吳家樂
- 崔建邦
- 江芷妮